# Blå moskén, Mazar-e Sharif
Blå moskén i Mazar-e Sharif i Balkhprovinsen i Afghanistan anses vara en av de shiamuslimska viktigaste helgedomarna, då enligt en tradition "en av de fyra rättfärdiga kaliferna" Ali ligger begravd där. En lokal mullah drömde detta på 1100-talet, och efter provning av drömmens validitet lät sultan Ahmed Sanjar bygga en moské och stad på samma plats. Den ursprungliga moskén förstördes av Djingis khan på 1200-talet. Dagens byggnad uppfördes på 1400-talet av Husain Baiqara. Det är mycket troligt att zoroastern Zarathustra ligger begravd här sedan tidigare.